# Període postclàssic d'Amèrica
El Període postclàssic és un terme teòric arqueològic terme que s'aplica a les societats d'Amèrica del Nord i de Mesoamèrica que correspon per a efectes d'estudi entre el 1200 i el contacte amb els europeus. És l'últim període abans de la trobada del continent amb Europa i en aquest temps es consoliden els grans imperis americans, especialment Asteques i Inques, i altres civilitzacions com el Maia. També es presenta la formació de la més gran confederació de tribus de Sud-amèrica: els Txibtxa. Aquesta etapa és la cinquena i última de les cinc etapes en què es divideix la història de l'Amèrica Precolombina plantejada per Gordon Willey i Philip Phillips al seu llibre de 1958 Method and Theory in American Archaeology.
Les cultures del postclàssic estan clarament definides per haver desenvolupat la metal·lúrgia. Se suposa l'organització social per involucrar un complex urbanisme i militar. Ideològicament, les cultures postclàssic es descriuen com que mostra una tendència a la secularització de la societat.
A la fi del període clàssic, cap a l'any 900 dC els grans centres cerimonials van ser abandonats iniciant-se una època de grans migracions, mescla de pobles, desordre i guerres, que només acabaria amb l'establiment d'una nova civilització, la dels tolteques a Tula.